# 1543 w literaturze
Wydarzenia literackie w 1543 roku.

## Nowe książki
- polskie
  - Historyja barzo cudna
  - Mikołaj Kopernik – De revolutionibus orbium coelestium
  - Ludycje wieśne
  - Andrzej Frycz Modrzewski – Lascius, sive de poena homicidii (Łaski, czyli o karze za mężobójstwo)
  - Mikołaj Rej
    - Catechismus, to jest nauka barzo pożyteczna każdemu wiernemu krześcijaninowi (autorstwo niepewne)
    - Krótka rozprawa między trzema osobami, Panem, Wójtem a Plebanem

  - Stanisław Orzechowski –  De bello adversus Turcas suscipiendo, Stanislai Orzechowski ad Equites Polonos oratio (tzw. Turcyka pierwsza do rycerstwa)

- zagraniczne
  - Abckirja
  - Jan Kalwin – Traktat o relikwiach
  - Marcin Luter – O Żydach i ich kłamstwach

## Nowe poezje
- polskie
  - Mikołaj Rej – Krótka rozprawa między trzema osobami, Panem, Wójtem a Plebanem

- zagraniczne
  - Maurice Scève – Delia, przedmiot najwyższej cnoty

## Urodzili się
- Krzysztof Warszewicki (zm. 1603) – polski jezuita, historyk i pisarz polityczny

## Zmarli
- Klemens Janicki (ur. 1516) – polski poeta piszący po łacinie